# The Lottery
The Lottery – amerykański serial telewizyjny (thriller konspiracyjny) z elementami fantastyki postapokaliptycznej, wyprodukowany przez Warner Horizon Television oraz Grady Girl Productions. Twórcą serialu jest Timothy J. Sexton. Premierowy odcinek serial został wyemitowany 20 lipca 2014 roku przez stację Lifetime.
18 października 2014 roku stacja Lifetime ogłosiła anulowanie serialu po pierwszym sezonie.

## Fabuła
Akcja serialu dzieje się w 2025 roku, kiedy na Ziemi kobiety przestały rodzić dzieci, a ludzkości grozi wymarcie. W laboratorium udaje się stworzyć 100 embrionów. Rząd podejmuje decyzję, że loteria zdecyduje o tym kto będzie mógł urodzić dziecko.

## Obsada
- Marley Shelton jako dr. Alison Lennon[3]
- Michael Graziadei jako Kyle Walker[4]
- David Alpay jako James Lynch
- Athena Karkanis jako Vanessa Keller[5]
- Yul Vazquez jako Thomas Westwood, prezydent USA
- Shelley Conn jako Gabrielle Westwood, Pierwsza Dama
- Martin Donovan jako Darius Hayes [6]

## Role drugoplanowe
- Lesley-Ann Brandt jako Casey[4]
- J. August Richards jako Nathan Mitchell, zastępca Sekretarza Stanu[7]
- Rex Linn jako generał Langdon
- Jesse Filkow jako Elvis Walker
- Ernie Hudson jako Randall Mitchell
- Karissa Staples jako Perry Sommers
- Christiana Leucas jako Angela Maria Perez
- Steven Culp jako Dan Melrose, wiceprezydent USA
- Megan Park jako Rose
- Arturo del Puerto jako Rojas

## Odcinki
| Sezon | Sezon | Odcinki | Oryginalna emisja Lifetime | Oryginalna emisja Lifetime | Oryginalna emisja | Oryginalna emisja | Oryginalna emisja |
| Sezon | Sezon | Odcinki | Premiera sezonu            | Finał sezonu               | Premiera sezonu   | Finał sezonu      |                   |
| ----- | ----- | ------- | -------------------------- | -------------------------- | ----------------- | ----------------- | ----------------- |
|       | 1     | 10      | 20 lipca 2014              | 28 września 2014           | brak danych       | brak danych       |                   |

### Sezon 1 (2014)
| Nr | #  | Tytuł             | Reżyseria         | Scenariusz                                 | Premiera Lifetime | Premiera     |
| -- | -- | ----------------- | ----------------- | ------------------------------------------ | ----------------- | ------------ |
| 1  | 1  | Pilot             | Danny Cannon      | Timothy J. Sexton                          | 20 lipca 2014     | nieemitowany |
| 2  | 2  | Rules of the Game | Matt Earl Beesley | Rick Eid Timothy J. Sexton                 | 27 lipca 2014     | nieemitowany |
| 3  | 3  | Greater Good      | Karen Gaviola     | Rick Eid Timothy J. Sexton                 | 3 sierpnia 2014   | nieemitowany |
| 4  | 4  | Genie             | Tim Hunter        | Kathy McCormick                            | 10 sierpnia 2014  | nieemitowany |
| 5  | 5  | Crystal City      | Steven A. Adelson | Peter Parnell                              | 17 sierpnia 2014  | nieemitowany |
| 6  | 6  | Sleep Deprived    | Henry Bronchtein  | Melissa Carter                             | 24 sierpnia 2014  | nieemitowany |
| 7  | 7  | St. Michael       | Nathan Hope       | Joe Halpin                                 | 7 września 2014   | nieemitowany |
| 8  | 8  | Truth Be Told     | Norman Buckley    | Michael Jones-Morales Kari Stringham Drake | 14 września 2014  | nieemitowany |
| 9  | 9  | Mr. Torino        | Peter Werner      | Rick Eid Timothy J. Sexton                 | 21 września 2014  | nieemitowany |
| 10 | 10 | In Extremis       |                   |                                            | 28 września 2014  | nieemitowany |